# Tanintharyi Island
Tanintharyi Island är en ö i Myanmar.   Den ligger i regionen Taninthayiregionen, i den södra delen av landet, 800 km söder om huvudstaden Naypyidaw. Arean är 0,11 kvadratkilometer.
Terrängen på Tanintharyi Island är lite kuperad. Öns högsta punkt är 48 meter över havet. 